# Amblyolpium atropatesi
Espèce
Amblyolpium atropatesi est une espèce de pseudoscorpions de la famille des Garypinidae.

## Distribution
Cette espèce est endémique d'Iran.

## Publication originale
- Nassirkhani & Doustaresharaf, 2019 : Description of a new pseudoscorpion species of the genus Amblyolpium Simon (Pseudoscorpiones: Garypinidae) from north-western Iran. Zoology in the Middle East, vol. 65, no 3, p. 268-273.